# Vino del Condado de Sonoma
El Vino del Condado de Sonoma es un vino hecho en el condado de Sonoma, California, Estados Unidos. Los nombres de condado en los Estados Unidos califican automáticamente como denominación legal de origen para los vinos producidos con uvas cultivadas en ese condado y no requieren de un registro en el Departamento del Tesoro de los Estados Unidos, Oficina Comercial de Impuesto sobre Alcohol y Tabaco.
El condado de Sonoma es uno de los productores de vinos más grandes en California, produciendo más que el Valle de Napa AVA.

## Bodegas famosas
- B. R. Cohn Winery
- D'Agostini Winery
- De Loach Vineyards
- Kistler Vineyards
- Remick Ridge Vineyards